# Boulet rouge
 (février 2024).
Si vous disposez d'ouvrages ou d'articles de référence ou si vous connaissez des sites web de qualité traitant du thème abordé ici, merci de compléter l'article en donnant les références utiles à sa vérifiabilité et en les liant à la section « Notes et références ».

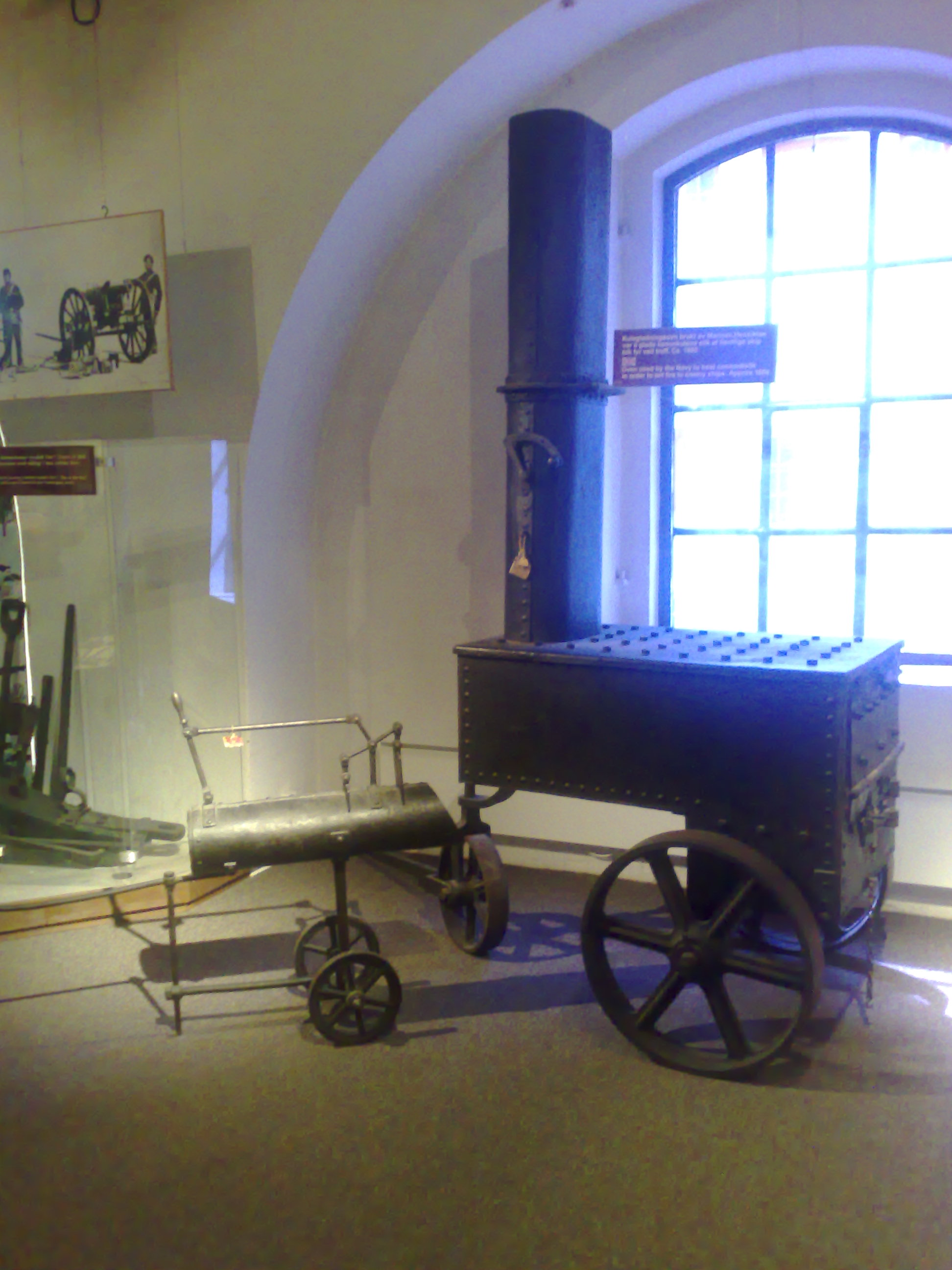
Four à boulets (vers 1860).

Un boulet rouge est un boulet qui a été chauffé pour provoquer, en plus de son impact, d'éventuels départs de feu. Il est tiré par des canons à chargement par la bouche.
Notamment utilisé lors des batailles navales, cette pratique était aussi dangereuse pour ceux qui tiraient ces boulets rouges et donc devaient gérer un foyer sur leur propre navire.